# 庚戌之变

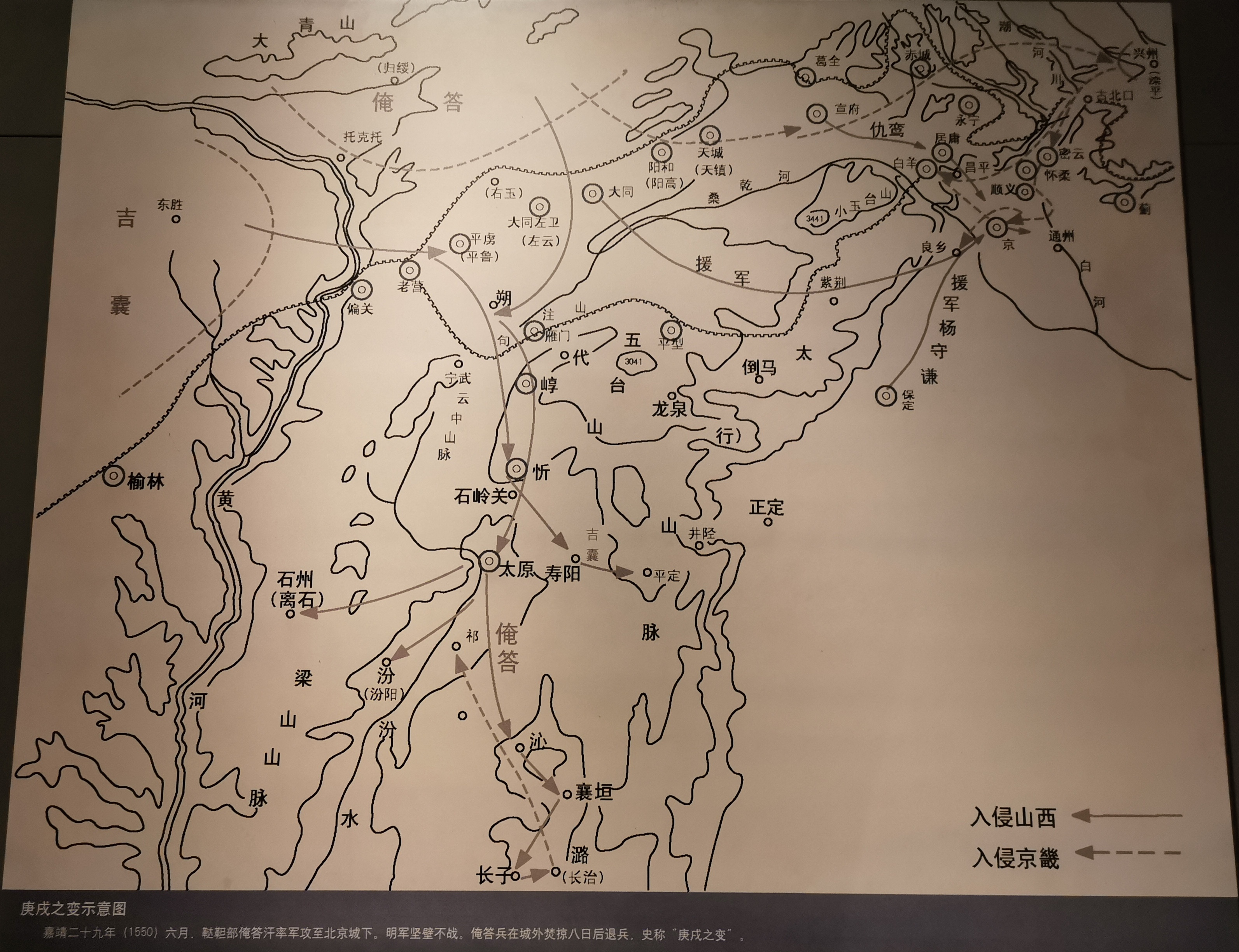
庚戌之變地圖

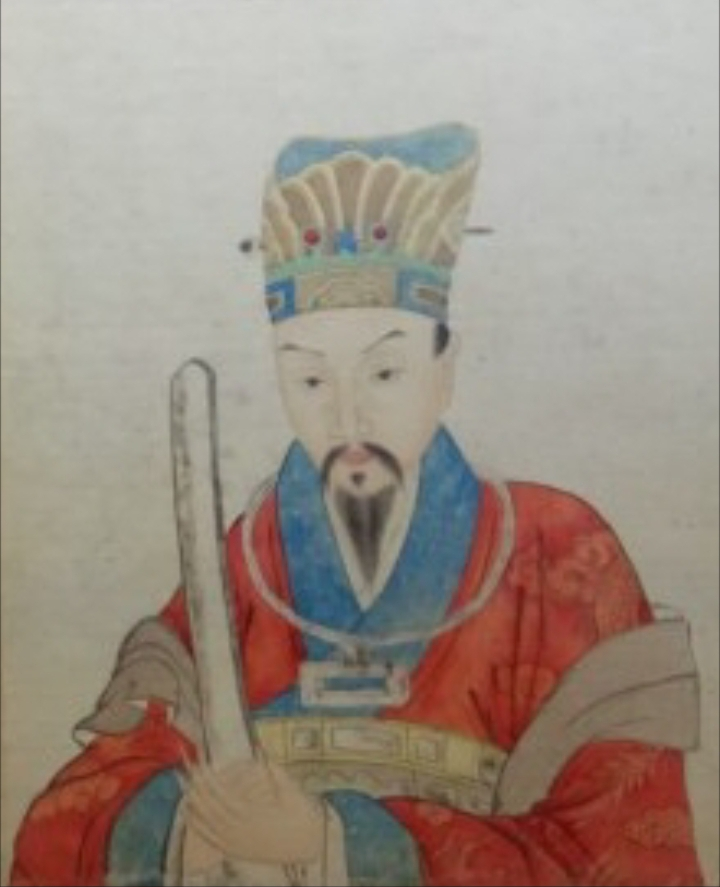
嚴嵩執政時期明軍戰備廢弛，使俺答汗率軍輕易從大同邊塞一路打到北京城下。事後嚴嵩更把所有罪責全推給兵部尚書丁汝夔，並將其處死

庚戌之变，或称北虜之变，是指明世宗嘉靖二十九年（1550年）六月鞑靼右翼进攻明朝的事件。此事件是在明世宗拒绝与漠南蒙古进行贸易的背景下，由蒙古土默特部首领俺答汗发动的一场战争。此次战争从大同边塞一直燃烧到明朝首都北京城下，因是庚戌年，史称“庚戌之变”。
俺答在多次遣使要求开放朝贡贸易未果后兵临北京，以武力要求明朝政府开放边贸。此时严嵩执政，战备废弛，俺答汗率军由古北口越过长城，达到北京城下。严嵩惧战，不准诸将出击，以待蒙古军掳掠后自行撤退。事后，严嵩以执行他命令的兵部尚书丁汝夔为替罪羊，将丁处死以逃避责任。嘉靖三十年（1551年），明朝开放宣府、大同等地与蒙古右翼诸部互市、交易马匹。